# 大久保不二
大久保 不二（おおくぼ ふじ、1852年11月14日（嘉永5年10月3日）- 1924年（大正13年）10月9日）は、明治期の実業家、政治家。衆議院議員。号・瑟菅村。

## 経歴
常陸国筑波郡高道祖村（新治県筑波郡高道祖村、茨城県筑波郡高道祖村を経て現下妻市高道祖）で生まれた。鈴木竹湾に師事し漢学を修めた。のち上京して益盛舎を設立して、史学、地理検田、測地、製図の学科を設け教育に当たった。
戸長、区長、郡書記を歴任。1878年（明治11年）下妻に政治結社・絹水社（のち同舟社に改称）を設けて自由民権運動を推進した。1882年（明治15年）茨城県会議員に選出され1890年（明治23年）まで在任。1898年（明治31年）県会議員に再選され1903年（明治36年）まで務めた。この間、同常置委員、同参事会員などにも在任。同年3月、第8回衆議院議員総選挙（茨城県郡部、無所属）で当選し、1904年（明治37年）3月の第9回総選挙（茨城県郡部、無所属）では落選し、交友倶楽部に所属して衆議院議員に1期在任した。
実業界では石炭採掘業を営む。丸水商会を設立して社長に就任し、茨城県農工銀行監査役なども務めた。